# Costanza Manfredini
Costanza Manfredini (ur. 16 lipca 1988 w Como) – włoska siatkarka, grająca na pozycji przyjmującej.

## Sukcesy reprezentacyjne
Mistrzostwa Europy Kadetek:
- 2005

Mistrzostwa Świata Kadetek:
- 2005

Mistrzostwa Europy Juniorek:
- 2006